# Papiro Abbott
Il Papiro Abbott è un antico papiro egizio datato al regno di Ramesse IX (XX dinastia egizia).
Il papiro riporta la trascrizione di una indagine sui saccheggi ad alcune tombe reali e comprende sia il resoconto dell'ispezione delle tombe stesse che il verbale d'interrogatorio di un saccheggiatore.

## Storia
Il papiro è il resoconto di un'ispezione a delle sepolture reali e nobiliari, verifica effettuata in seguito ad una denuncia di profanazione con furto da parte di due scribi e di una lite tra il sindaco di Tebe di nome Pa-si-er ed il responsabile della necropoli reale, chiamato Pa-ur-aa.

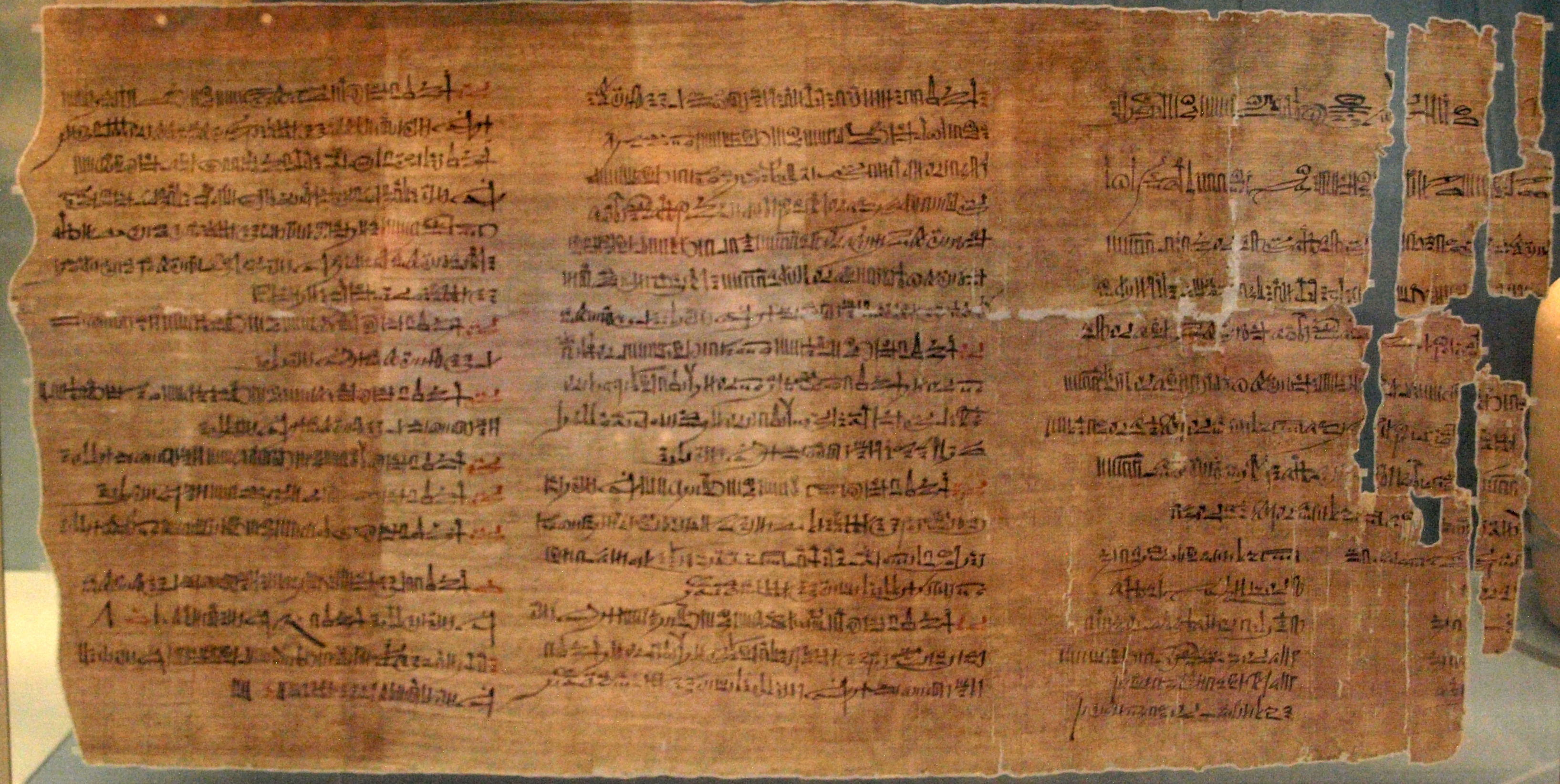
Papiro Abbott

L'ispezione durò quattro giorni e venne effettuata "dal XVIII al XXI giorno nel terzo mese dell'Inondazione, chiamato Akhet, nel sedicesimo anno di regno di Ramesse IX", ovvero dal 3 al 6 ottobre dell'anno 1116 a.C.
L'argomento è ripreso in parte anche con la medesima grafia, nel Papiro Amherst.

## Contenuto

### Primo giorno
Nel primo giorno, una decina di funzionari effettuarono l'ispezione nella 
necropoli di Dra Abu el-Naga spingendosi sino a Deir el-Bahari e controllarono le sepolture
di alcuni sovrani:
- Antef II: la Piramide di Antef II venne trovata inviolata e fu successivamente identificata da Auguste Mariette nel 1860;
- Mentuhotep II: la piramide venne trovata inviolata e la tomba definitivamente identificata da Édouard Naville nella campagna di scavo del 1903;
- Sobekemsaf: la piramide venne trovata violata e depredata, ma ancora oggi resta dubbia la localizzazione;
- Iniotef: la piramide venne trovata inviolata, ma venne rilevato un tentativo di furto. Fu identificata da Mariette nel 1860;
- Initef-Aa: la piramide venne trovata integra, ma con tentativo di effrazione. Non è stata ancora localizzata;
- Senekhtenra Ahmose: la piramide venne trovata intatta, ma non è stata ancora localizzata;
- Seqenenra Ta'o: la piramide venne trovata intatta, ma non è stata ancora localizzata;
- Kamose: la piramide venne trovata intatta, ma non è stata ancora localizzata;
- Ahmose-Sipair: la piramide venne trovata intatta, ma non è stata ancora localizzata;
- Amenofi I: la sepoltura venne trovata intatta ed identificata nella tomba ANB da Howard Carter nel 1914.

Vennero ispezionate anche altre tombe di privati e di quattro cantatrici della Casa delle Divine Spose di Amon.

### Secondo giorno
Nel secondo giorno, i funzionari si recarono nella Valle delle Regine, ma le tombe furono trovate intatte nonostante che l'artigiano Peikharu si dichiarasse colpevole del reato di violazione e furto della tomba della regina Iside

### Terzo giorno
Nel terzo giorno, il responsabile della necropoli di Tebe, Pa-ur-aa denuncio' al
Visir i due scribi che avevano comunicato la notizia delle profanazioni di tombe al Sindaco di Tebe invece che al Visir stesso e con una dettagliata relazione dimostrò che la notizia era infondata.

### Quarto giorno
Nel quarto giorno, il Visir preso atto dell'infondatezza della notizia, archiviò il caso.
Nel papiro vi è anche scritta anche una lista di nomi di ladri sottoposti a processo ma questa lista venne redatta in anni successivi,  nel XIX anno di regno di Ramses XI ovvero nel 1095 a.C. circa.

## Storia moderna del papiro
Di provenienza sconosciuta, il papiro venne acquistato nel 1857 da Henry William Charles Abbott e si trova oggi al British Museum di Londra.
Lungo 220 cm circa e largo 46 cm circa, scritto in ieratico, con il titolo dei paragrafi in inchiostro rosso, ha avuto diverse traduzioni ma quella più in uso rimane quella di Eric Peet del 1930.

## Importanza storica
Dal racconto scaturisce la grande rivalità' tra il responsabile della necropoli ed il sindaco di Tebe che cerco' di screditarlo per mezzo dei due scribi.
Il documento è stato molto studiato, per capire il tragitto effettuato durante l'ispezione e poter così individuare le sepolture ancora ignote.
Nel papiro, ad esclusione della tomba AN-B di Amenofi I, le sepolture sono definite "mr" ovvero tomba con sovrastruttura piramidale ed almeno due sono dei veri e propri complessi piramidali come la piramide di Antef II e quella di Montuhotep II.
Le tombe a piramide non devono essere confuse con le piramidi canoniche dell'Antico Regno, perché più simili alle Piramidi nubiane.